# Entre-Deux
Entre-Deux é uma comuna francesa no departamento ultramarino de Reunião. Estende-se por uma área de 66.83 km², e possui 6.914 habitantes, segundo o censo de 2018, com uma densidade de 430 hab/km².